# ماتوکا (ویرجینیا)
ماتوکا (به انگلیسی: Matoaca) یک منطقهٔ مسکونی در ایالات متحده آمریکا است که در شهرستان چسترفیلد، ویرجینیا واقع شده‌است. ماتوکا ۶٫۹ کیلومتر مربع مساحت و ۲٬۴۰۳ نفر جمعیت دارد و ۴۳ متر بالاتر از سطح دریا واقع شده‌است.